# Erion Hoxhallari
Erion Hoxhallari (Korçë, 15 de octubre de 1995) es un futbolista albanés que juega en la demarcación de defensa para el Polonia Varsovia de la I Liga de Polonia.

## Selección nacional
Tras jugar con la selección de fútbol sub-15 de Albania, la sub-17, la sub-19, , la sub-20 y la sub-21, finalmente debutó el 11 de noviembre de 2020 con la selección de fútbol de Albania en el encuentro de la Liga de las Naciones de la UEFA 2020-21 ante Kosovo que terminó con victoria albanesa por 2-1 tras el gol de Vedat Muriqi para Kosovo, y de Bekim Balaj y Myrto Uzuni para Albania.

## Clubes
| Club                        | País    | Año       | Partidos | Goles |
| --------------------------- | ------- | --------- | -------- | ----- |
| K. F. Tirana                | Albania | 2011-2014 | 15       | 0     |
| K. S. Teuta Durrës (cedido) | Albania | 2014-2015 | 29       | 1     |
| K. F. Tirana                | Albania | 2015-2018 | 107      | 5     |
| K. F. Laçi (cedido)         | Albania | 2018      | 4        | 1     |
| K. F. Tirana                | Albania | 2018-2022 | 145      | 9     |
| F. C. UTA Arad              | Rumania | 2022-2023 | 34       | 2     |
| K. F. Tirana                | Albania | 2023-2024 | 41       | 2     |
| Polonia Varsovia            | Polonia | 2024-     | 34       | 0     |

## Palmarés

### Títulos nacionales
| Título               | Club         | País    | Año  |
| -------------------- | ------------ | ------- | ---- |
| Copa de Albania      | K. F. Tirana | Albania | 2012 |
| Supercopa de Albania | K. F. Tirana | Albania | 2012 |
| Copa de Albania      | K. F. Tirana | Albania | 2017 |
| Supercopa de Albania | K. F. Tirana | Albania | 2017 |
| Superliga de Albania | K. F. Tirana | Albania | 2020 |
| Superliga de Albania | K. F. Tirana | Albania | 2022 |